# معركة كارا كليس
معركة كارا كليس ( (بالأرمنية: Ղարաքիլիսայի ճակատամարտ)‏ غراكيليساي شاكتامارت، (بالتركية: Karakilise Muharebesi)‏ أو Karakilise Muharebeleri ) كان معركة ضمن الحملة القوقازية من الحرب العالمية الأولى التي وقعت في محيط كراكيليسا (الآن وانادزور)، في 25-28 مايو 1918.

## التاريخ
تمكن الأرمن المدافعين الذي يفوق عددهم العثمانيين من ابعاد غزو القوات العثمانية التي خرقت الهدنة الموقعة في ديسمبر 1917، مع مفوضية القوقاز تدخل أرمينيا الغربية، واحتلت أرزينجان، أرضروم، سارجميش، قارص والكسندربول ووصلوا كارا كليس. كان النصر هنا وكذلك في سارداراباد وأباران له دور فعال في السماح لجمهورية أرمينيا الأولى بالوصول إلى حيز الوجود.
في عدة أشهر، تم غزو مدن أرزينجان، أرضروم وسارجميش وقارص والكسندربول. في 20 مايو، احتلوا قرى أخبولاج وجراجور وكالتاختشي. في 21 مايو، احتلوا فورونتسوفكا. تحت ضغط الجيش التركي النظامي، تراجعت القوات الأرمنية. انتقل جزء من القوات العثمانية التركية إلى يريفان، وواحدة أخرى إلى كارا كليس. تضمنت القوات الأخيرة حوالي 10 آلاف جندي و 70 قطعة مدفعية و40 مدفع رشاش. كان السكان الأرمن يغادرون منازلهم متجهين إلى الجنوب إلى يريفان وسيونيك. وصل جارجين نزهدة (مع قواته) إلى كارا كليس وتمكن من توحيد السكان من أجل القتال. بلغ عدد القوات الأرمينية 6 آلاف، مع 70 قطعة من المدفعية و 20 مدفع رشاش. بعد معركة عنيفة استمرت أربعة أيام، في 25-28 مايو، تكبد الجانبان خسائر فادحة. على الرغم من أن الجيش العثماني تمكن من غزو كارا كليس وقتل جميع سكانها البالغ عددهم 4000 نسمة، فإنه لم يعد لديه المزيد من القوات للتطفل على الأراضي الأرمنية. 
وهيب باشا يتحدث إلى مقره،
| معركة كارا كليس | ليس لدينا القوة لهزيمة الأرمن. المعركة التي استمرت ثلاثة أيام في كارا كليس تبين أنه طالما كان وجودهم في خطر، فإنهم يفضلون الموت في القتال. يجب ألا نخوض معركة مع القوة التي يمكن أن يربوها 120000 أرمني. إذا انضم الجورجيون إلى القتال، فسيكون من المستحيل التقدم ... باختصار، يجب أن نتصالح مع الأرمن والجورجيين. | معركة كارا كليس |